# Марк Барбий Эмилиан
Марк Барбий Эмилиан (лат. Marcus Barbius Aemilianus) — римский государственный деятель первой половины II века.
Эмилиан, по всей видимости, происходил из Аквилеи. В 140 году он занимал должность консула-суффекта с Титом Флавием Юлианом. Эмилиан идентифицируется с Барбием Фульвием Эмилианом, известным из надписи из Аквилеи. Если данное отождествление верно, то тогда Эмилиан находился также на постах квестора, претора, легата пропретора неизвестной провинции. Возможно, его дочерью была Флавия Руфина. Кроме того, предположительно, Эмилиан был патроном Пренесте.